# カンポ・ネッレルバ
カンポ・ネッレルバ（伊: Campo nell'Elba）は、イタリア共和国トスカーナ州リヴォルノ県にある、人口約4,700人の基礎自治体（コムーネ）。エルバ島に所在する。

## 地理

### 位置・広がり
ティレニア海に浮かぶエルバ島の7つのコムーネのうち、最も東南に位置する。北にマルチャーナ、北東にポルトフェッラーイオ、東にカポリーヴェリがある。
自治体としてのカンポ・ネッレルバには、トスカーナ群島のピアノーザ島も含まれる。

### 気候分類・地震分類
カンポ・ネッレルバにおけるイタリアの気候分類 (it) および度日は、zona C, 1057 GGである。
また、イタリアの地震リスク階級 (it) では、zona 4 (sismicità molto bassa) に分類される。

## 行政

### 分離集落
カンポ・ネッレルバには、以下の分離集落（フラツィオーネ）がある。
- La Pila, Marina di Campo (sede comunale), Pianosa Isola, San Piero in Campo, Sant'Ilario, Seccheto

## 交通

### 空港
- マリーナ・ディ・カンポ空港